# Municipio de Acula
El municipio de Acula es un municipio del estado mexicano de Veracruz ubicado en la zona costera central, conocida como las llanuras del Sotavento, en las coordenadas 18°30′ latitud norte y 95°46′ longitud oeste. Limita al noreste con Alvarado, al este con Tlacotalpan, al sudeste con Amatitlán, al sudoeste con Ixmatlahuacan. Pertenece a la región denominada “cuenca baja del Papaloapan”. Su cabecera es la localidad de Acula. Su distancia aproximada por carretera a la capital del Estado es de 230 km al sureste.
Su superficie es de 192.47 km².; cifra que representa un 0.26% total del Estado.  Su clima es cálido-húmedo con una temperatura promedio de 30 °C; su precipitación pluvial media anual es de 2000 a 3000 mm y una evaporación de 1,592 mm. Los vientos dominantes son los denominados del sur calientes y secos, así como los ciclónicos.
Los ecosistemas que coexisten en el municipio son el de bosque alto y mediano tropical perennefolio con especies de chicozapote, caoba y puctle.
En el municipio se desarrolla una fauna compuesta por poblaciones de armadillos, conejos, mapaches, tuzas, aves y reptiles. En cuanto a su producción agrícola en el municipio de Acula se cosecha el maíz, frijol y arroz, otros cultivos en la región son: el coco de agua, mango, caña de azúcar. Existen 98 unidades de producción rural con actividad forestal en 3,500.00 hectáreas, que equivalen al 18.18%, principalmente áreas de manglares y pequeñas reforestaciones. el maíz, la papa, la ciruela, la manzana, la pera y perón y demás verduras y leguminosas.

## Toponimia
De origen náhuatl, de los vocablos Atl, que significa agua, Coliuhi, que se traduce como torcedura o vuelta y Tlan que quiere decir lugar, por lo que se podría interpretar como "lugar donde da vuelta el agua".

## Geografía

### Delimitación
Limita al norte con Alvarado, al este con Alvarado, Amatitlán y Tlacotalpan, al sur con Ixmatlahuacan y Amatitlán, al oeste con Ixmatlahuacan y Alvarado.

### Localización
Ubicado entre los paralelos 18°28′ y 18°40′ de latitud norte y los meridianos 95°42′ y 95°54′ de longitud oeste, a una altitud entre los 5 y los 10 m s. n. m. (metros sobre el nivel del mar).

### Orografía
Dentro del gran sotavento sobre suelos del cuaternario, en aluviales y palustres de la llanura costera inundable, sobre áreas originalmente ocupadas por suelos denominados phaeozem, ahora por gleysoles.

### Hidrografía
El territorio municipal se encuentra irrigado por varios afluentes y cuerpos de agua, entre ellos se encuentra el río Acula, río Santiago, y el río Papaloapan, los cuerpos de agua son perennes y son: Popuyeca, Las Siletas y Pinolapa.

## Clima
Coexisten dos climas en el territorio municipal, en su mayoría cálido subhúmedo con lluvias en verano, de humedad media y en menor extensión territorial cálido subhúmedo con lluvias en verano, de mayor humedad, con temperaturas promedio entre 24 y 26 °C , con una precipitación promedio entre 1400 y 1600 mm.

## Gobierno y administración
El gobierno del municipio está a cargo de su Ayuntamiento, que es electo mediante voto universal, directo y secreto para un periodo de tres años que no son renovables para el periodo inmediato posterior pero sí de forma no continua. Está integrado por el presidente municipal, un síndico único y un regidor. Todos entran a ejercer su cargo el día 1 de enero del año siguiente a su elección.

### Subdivisión administrativa
Para su régimen interior, el municipio además de tener una cabecera y manzanas, se divide en rancherías y congregaciones, teniendo estas últimas como titulares a los subagentes y agentes municipales, que son electos mediante auscultación, consulta
ciudadana o voto secreto en procesos organizados por el Ayuntamiento.

### Representación legislativa
Para la elección de diputados locales al Congreso de Veracruz y de diputados federales al Congreso de la Unión, el municipio se encuentra integrado en el Distrito electoral local XVI Boca del Río con cabecera en la ciudad de Boca del Río y el Distrito electoral federal XIX San Andrés Tuxtla con cabecera en la ciudad de San Andrés Tuxtla.